# Carles Marco i Viñas
Carles Marco Viñas (Badalona, 23 de setembre de 1974) és un exjugador de bàsquet català. Actualment també és entrenador. Amb 1.80 metres d'alçada, jugava en la posició de base. És fill de l'actor Lluís Marco i la seva germana és l'actriu Marta Marco, així com nebot del també jugador de bàsquet Agustí Cuesta.

## Carrera esportiva
Es forma en les categories inferiors del Sant Josep de Badalona, equip vinculat al Joventut. El seu primer equip com a professional va ser el Gijón Bàsquet, de la Lliga LEB, on va jugar 2 anys, abans de recalar en el Fórum Filatélico on juga quatre temporades (1998-2002). La temporada 2002-03 fitxa pel DKV Joventut, amb qui va ser subcampió de la Copa del Rei l'any 2004. Després juga dues temporades més amb el Caja San Fernando i una al Grupo Begar León. En la seva darrera temporada com a professional fa la pretemporada amb el Bilbao Basket, però no arriba a debutar en partit oficial, després jugaria a l'ACB amb el Bàsquet Manresa i el Basket Saragossa 2002, i en el Lliga LEB amb el Club Bàsquet Atapuerca, coincidint amb jugadors veterans a la recta final de les seves carreres com Iván Corrales i César Sanmartín.

### Selecció espanyola
Va ser internacional amb la selecció espanyola en 34 ocasions. Va jugar el Mundial de l'any 2002 i l'Eurobasket de l'any 2003, en què la selecció espanyola es va alçar amb la medalla de plata.

### Entrenador
Comença la seva etapa com a entrenador fent d'assistent durant quatre temporades del Bàsquet Manresa a la Lliga ACB. En la temporada 2015-16 realitza la seva primera experiència com a primer entrenador al capdavant de l'Oviedo Club Bàsquet, de la Lliga LEB, on s'estarà fins al mes de maig de 2018. L'any 2017 guanya amb l'equip asturià la Copa Princesa d'Astúries LEB, i aquell mateix estiu fa d'entrenador assistent de la franquícia dels San Antonio Spurs, en la lliga d'estiu de Las Vegas.